# Локомотиви БЖК серия 87.000
Локомотивната серия 87 са британски електрически локомотиви, строени в периода 1973-75 от „British Rail Engineering Limited“ (BREL) – Крю. Състои се от 36 единици и са предназначени специално за обслужване на пътническите влакове по линията „West Coast Main Line“ (WCML). Там са основна обслужваща серия на електрическа тяга на British Rail (BR) до края на 80-те години на 20-ти век, когато започват да навлизат локомотивите серия 90. След приватизацията на BR са прехвърлени за работа във жп компания Virgin Trains (юридическо име West Coast Trains Limited) оперирала 09.03.1997 -  07.12.2019 в Обединено кралство Великобритания и Северна Ирландия, където работят до пристигането на новите електрически мотрисни влакове BR-серия 390 през 2002 г. От тогава започва изваждането им от експлоатация. Последните локомотиви серия 87 (87.022 и 87.028) се движат във Великобритания до края 2007 г. От 2006 г. на няколко партиди са закупени основно от българските железопътни превозвачи БЖК - 17 броя и Булмаркет ДМ – 4 броя. Останалите са бракувани и нарязани и три броя са запазени като музейни експонати.
| В експлоатация в България |
| Музеен                    |
| Бракуван; нарязан         |
| В ремонт (ГПР, ПР, КР)    |
| Спрян от експлоатация     |

| Експлоатационни данни      |                               | |                               |                                                                |        |
| Експлоатационен номер в BR | Построен                      | Име | Настоящ собственик            | Бележки                                                        | Снимка |
| 87 001                     | юни 1973                      | Stephenson (14 януари 1976 – 14.07.1977) Royal Scot (14.07.1977 – 2003) Stephenson (от 2003 – ) Royal Scot (от 2005 – )                      | Национален железопътен музей  | от 2005 г. музеен експонат                                     |        |
| 87 002                     | юни 1973                      | Royal Sovereign (04.07.1978 – 2003) The AC Locomotive Group (2005 – 2008) Royal Sovereign (2008 – )                                          | Willesden TMD (депо в Лондон) | от 2008 г. действащ музеен експонат                            |        |
| 87 003                     | юли 1973                      | Patriot (13.04.1978 – 2005) | БЖК - България                | от 2009 г. с № 87.003-0; от 2012 г. с № 91 52 0087 003-7       |        |
| 87 004                     | юли 1973                      | Britannia (13.06.1978 – 2005) и (2009 – ) | БЖК - България                | от 2009 г. с № 87.004-8; от 2012 г. с № 91 52 0087 004-5       |        |
| 87 005                     | август 1973                   | City of London (22.11.1977 – 2003) | бракуван 2005 г.              | нарязан                                                        |        |
| 87 006                     | ноември 1973                  | City of Glasgow (08.12.1977 – 04.1987) Glasgow Garden Festival (04.1987 – 01.1989) City of Glasgow (1989 – 1997) George Reynolds (1997–2004) | БЖК - България                | от 2009 г. с № 87.006-3; след 2012 г. с № 91 52 0087 006-0     |        |
| 87 007                     | октомври 1973                 | City of Manchester (01.11.1977 – 2004) | БЖК - България                | от 2008 г. с номер 87.007-1; след 2012 г. с № 91 52 0087 007-8 |        |
| 87 008                     | ноември 1973                  | City of Liverpool (29.11.1977 – 1998) Royal Scot (1998 – 1999) City of Liverpool (1999 – 2004)                                               | БЖК - България                | от 2008 г. с номер 87.008-9                                    |        |
| 87 009                     | ноември 1973                  | City of Birmingham (29.11.1977 – 2003) | Булмаркет ДМ - България       | В България от октомври 2012 г. с № 91 52 0087 009-4            |        |
| 87 010                     | декември 1973                 | King Arthur (06.06.1978 – 2005) Driver Tommy Farr (2005 – 2005)                                                                              | БЖК - България                | от 2009 г. с номер 87.010-5; след 2012 г. с № 91 52 0087 010-2 |        |
| 87 011                     | януари 1974                   | The Black Prince (15.05.1978 – 1998) City of Wolverhampton (2001 – 2004)                                                                     | Бракуван 2011 г.              | нарязан                                                        |        |
| 87 012                     | януари 1974                   | Coeur de Lion (25.05.1978 – 11.1984) The Royal Bank of Scotland (1988 – 1998) Coeur de Lion (2001 – 2005) The Olympian (2005 – 2006)         | БЖК - България                | от 2009 г. с номер 87.012-1 След 2012 г. 91 52 0087 012-8      |        |
| 87 013                     | февруари 1974                 | John o' Gaunt (14.03.1978 – 1998) John O' Gaunt (2000 – 2004)                                                                                | БЖК - България                | от 2009 г. с номер 87.013-9; след 2012 г. с № 91 52 0087 013-6 |        |
| 87 014                     | януари 1974                   | Knight of the Thistle (16.05.1978 – 2004) | БЖК - България                | от 2009 г. с номер 87.014-7                                    |        |
| 87 015                     | февруари 1974                 | Howard of Effingham (12.05.1978 – 2005) | Бракуван 2005 г.              | нарязан                                                        |        |
| 87 016                     | март 1974                     | Sir Francis Drake (28.04.1978 – 1988) Willesden Intercity Depot (1992 – 2004)                                                                | Бракуван 2004 г.              | нарязан                                                        |        |
| 87 017                     | март 1974                     | Iron Duke (30.05.1978 – 2004) и (2011 – ) | Булмаркет ДМ - България       | В България от октомври 2012 г. с № 91 52 0087 017-7            |        |
| 87 018                     | май 1974                      | Lord Nelson (09.03.1978 – 2004) | Бракуван 2010 г.              | нарязан                                                        |        |
| 87 019                     | март 1974                     | Sir Winston Churchill (03.05.1978 – 2005) ACoRP Association of Community Rail Parterships (2005 – 2006)                                      | БЖК - България                | от 2009 г. с № 87.019-6; след 2012 г. с № 91 52 0087 019-3     |        |
| 87 020                     | март 1974                     | North Briton (19.05.1978 – 2004) | БЖК - България                | от 2009 г. с № 87.020-4; след 2012 г. с № 91 52 0087 020-1     |        |
| 87 021                     | април 1974                    | Robert the Bruce (12.06.1978 – 2005) | Бракуван 2010 г.              | нарязан                                                        |        |
| 87 022                     | април 1974                    | Cock o' the North (30.06.1978 – 1998) Lew Adams The Black Prince (1998 – 2004) Cock o' the North (2006 – 2007)                               | БЖК - България                | от 2009 г. с № 87.022-0; след 2012 г. с № 91 52 0087 022-7     |        |
| 87 023                     | април 1974                    | Highland Chieftain (03.07.1978 – 11.1982) Velocity (1985 – 2000) Polmadie (2000 – 2005) Velocity (2011 – )                                   | Булмаркет ДМ - България       | В България от октомври 2012 г. с № 91 52 0087 023-5            |        |
| 87 024                     | април 1974                    | Lord of the Isles (24.05.1978 – 2004) | Бракуван 2005 г.              | нарязан                                                        |        |
| 87 025                     | април 1974                    | Borderer (06.06.1978 – 11.1982) County of Cheshire (1982 – 2004)                                                                             | Булмаркет ДМ - България       | В България от октомври 2012 г. с № 91 52 0087 025-0            |        |
| 87 026                     | май 1974                      | Redgauntlet (19.05.1978 – 10.1982) Sir Richard Arkwright (1982 – 2004)                                                                       | БЖК - България                | от 2008 г. с № 87.026-1; след 2012 г. с № 91 52 0087 026-8     |        |
| 87 027                     | май 1974                      | Wolf of Badenoch (18.05.1978 – 2003) | Бракуван 2010 г.              | нарязан                                                        |        |
| 87 028                     | май 1974                      | Lord President (09.05.1978 – 2007) | БЖК - България                | от 2009 г. с номер 87.028-7; след 2012 г. с № 91 52 0087 028-4 |        |
| 87 029                     | юни 1974                      | Earl Marischal (26.06.1978 – 2004) | БЖК - България                | от 2009 г. с № 87.029-5; след 2012 г. с № 91 52 0087 029-2     |        |
| 87 030                     | юни 1974                      | Black Douglas (10.07.1978 – 2005) | Бракуван 2010 г.              | нарязан                                                        |        |
| 87 031                     | юли 1974                      | Hal o' the Wynd (08.06.1978 – 2004) Keith Harper (2004 – 2005)                                                                               | Бракуван 2010 г.              | нарязан                                                        |        |
| 87 032                     | юли 1974                      | Kenilworth (09.05.1978 – 2003) Richard Fearn (2003 – 2004)                                                                                   | Бракуван 2010 г.              | нарязан                                                        |        |
| 87 033                     | август 1974                   | Thane of Fife (30.05.1978 – 2005) | БЖК - България                | от 2009 г. с № 87.033-7; след 2012 г. с № 91 52 0087 033-4     |        |
| 87 034                     | септември 1974                | William Shakespeare (16.05.1978 – 2003) | БЖК - България                | от 2009 г. с № 87.034-5; след 2012 г. с № 91 52 0087 034-2     |        |
| 87 035                     | октомври 1974                 | Robert Burns (13.04.1978 – 2004) | Железопътен музей в Крю       | от 2005 г. музеен експонат                                     |        |
| 87 101 (87 036)            | модернизиран през януари 1977 | Stephenson (12.10.1977) | Бракуван 2002 г.              | нарязан                                                        |        |